# Robert Merle
Robert Merle (ur. 28 sierpnia 1908 w Tibissie, zm. 28 marca 2004 w Grosrouvre) – francuski pisarz.

## Życiorys
Wychowywał się początkowo w Algierii, mieszkał we Francji od 1918. Laureat Prix Goncourt za powieść Week-end à Zuydcoote (1949). Powieść Week-end à Zuydcoote jest obrazem walk wojsk francuskich pod Dunkierką, ukazujących bezsens i okrucieństwo wojny. Autor cyklu powieści historycznych Fortune de France (1978–2002), w którym przybliżył historię Francji XVI i XVII wieku; uczynił narratorem fikcyjną postać protestanckiego lekarza, który zajął się działalnością szpiegowską. Powieści cyklu były napisane językiem francuskim zgodnym z epoką, co uczyniło je niemal nieprzetłumaczalnymi na inne języki.
Tworzył powieści o ostrej wymowie antywojennej: Śmierć jest moim rzemiosłem (1953) – studium faszyzmu, fantastycznonaukowe i historyczne oparte na pamiętnikach Rudolfa Hößa, komendanta obozu koncentracyjnego Auschwitz-Birkenau. Jest autorem także dramatów: Le nouvean Sisyphie w Theatre II (1957), w którym wyraża przekonanie o nieuchronnej konieczności społecznej przebudowy świata.

## Powieści (wybrane)
- Week-end à Zuydcoote (1949) (Weekend w Zuydcoote, Wydawnictwo Literackie)
- La mort est mon métier (1952) (Śmierć jest moim rzemiosłem, Państwowy Instytut Wydawniczy)
- L'île (1962)
- Un animal doué de la raison (1967) (Zwierzę obdarzone rozumem, Czytelnik), sfilmowana (Dzień delfina)
- Derrière la vitre (1970) - (Za szybą, Czytelnik)
- Malevil (1972)
- Les hommes protégés (1974) (Mężczyźni pod ochroną, Agencja Wydawnicza "PETRA")
- Le propre de l'homme (1989)

Cykl Fortune de France:
- Fortune de France
- En nos vertes années
- Paris ma bonne ville
- Le prince que voilà
- La violente amour
- La Pique du jour
- La volte des vertugadins
- L’Enfant-Roi
- Les Roses de la vie
- Le Lys et la Pourpre
- La Gloire et les Périls
- Complots et Cabales